# António Maria Almeida Matos
António Maria Almeida Matos, nascido em Felgueiras, Resende foi presidente desta Junta de Freguesia por dois mandatos,  eleito pelo Partido Social Democrata, sendo sucedido em 1993 pelo Enf.º Álvaro Augusto Matos Almeida (Partido Socialista). Faleceu no dia 11 de Maio de 2012.